# Every Country's Sun (альбом)
Every Country's Sun (з англ. «Сонце кожної країни») — дев'ятий студійний альбом шотландського пост-рок гурту Mogwai, представлений 1 вересня 2017 року на лейблах Rock Action Records у Великій Британії та Європі, Temporary Residence Limited у США та Spunk Records в Австралії.

## Про альбом
У квітня 2016 року гітарист гурту Стюарт Брейсвейт розповів «The Guardian», що гурт написав нові пісні і збирається до США для їхнього студійного запису із продюсером Дейвом Фрідманом (із яким гурт працював 15 років тому над платівкою «Rock Action»). 25 листопада 2016 року Фрідман повідомив, що гурт розпочав запис альбому, а 2 березня 2017 року гурт оголосив, що запис альбому завершено і що вони працюють над зведенням у Abbey Road Studios. «Mogwai» анонсували світовий тур на підтримку нової платівки, перші виступи якого були заплановані на жовтень у Європі; після європейської частини туру гурт у листопаді відправився до Північної Америки, а на завершення зіграв у рідному місті Глазго, що в Шотландії.
14 травня 2017 року гурт оголосив назву та дату виходу нового альбому, при цьому випустивши першу пісню — «Coolverine».

## Список композицій
| Стандартне видання | Стандартне видання           | Стандартне видання |
| #                  | Назва                        | Тривалість         |
| ------------------ | ---------------------------- | ------------------ |
| 1.                 | «Coolverine»                 | 6:17               |
| 2.                 | «Party in the Dark»          | 4:02               |
| 3.                 | «Brain Sweeties»             | 4:44               |
| 4.                 | «Crossing the Road Material» | 6:58               |
| 5.                 | «Aka 47»                     | 4:16               |
| 6.                 | «20 Size»                    | 4:44               |
| 7.                 | «1000 Foot Face»             | 4:31               |
| 8.                 | «Don't Believe the Fife»     | 6:24               |
| 9.                 | «Battered at a Scramble»     | 4:03               |
| 10.                | «Old Poisons»                | 4:30               |
| 11.                | «Every Country's Sun»        | 5:38               |
| 46:13              |                              |                    |

| Deluxe-видання | Deluxe-видання            | Deluxe-видання |
| #              | Назва                     | Тривалість     |
| -------------- | ------------------------- | -------------- |
| 12.            | «Acoustic Wash (демо)»    |                |
| 13.            | «Baritone 2 (демо)»       |                |
| 14.            | «Bass Tuned to C (демо)»  |                |
| 15.            | «Bends (демо)»            |                |
| 16.            | «Frez (демо)»             |                |
| 17.            | «Ludicrous Ripper (демо)» |                |

## Чарти
| Чарт (2017)                                  | Найвища позиція |
| -------------------------------------------- | --------------- |
| Австрія Austrian Albums (Ö3 Austria)         | 52              |
| Бельгія Belgian Albums (Ultratop Flanders)   | 21              |
| Бельгія Belgian Albums (Ultratop Wallonia)   | 19              |
| Нідерланди Dutch Albums (MegaCharts)         | 85              |
| Франція French Albums (SNEP)                 | 50              |
| Ірландія Irish Albums (IRMA)                 | 45              |
| Шотландія Scottish Albums (OCC)              | 2               |
| Іспанія Spanish Albums (PROMUSICAE)          | 41              |
| Швейцарія Swiss Albums (Schweizer Hitparade) | 28              |
| Велика Британія UK Albums (OCC)              | 6               |
| Велика Британія UK Independent Albums (OCC)  | 3               |
| США Independent Albums (Billboard)           | 17              |